# Hüttenbuch

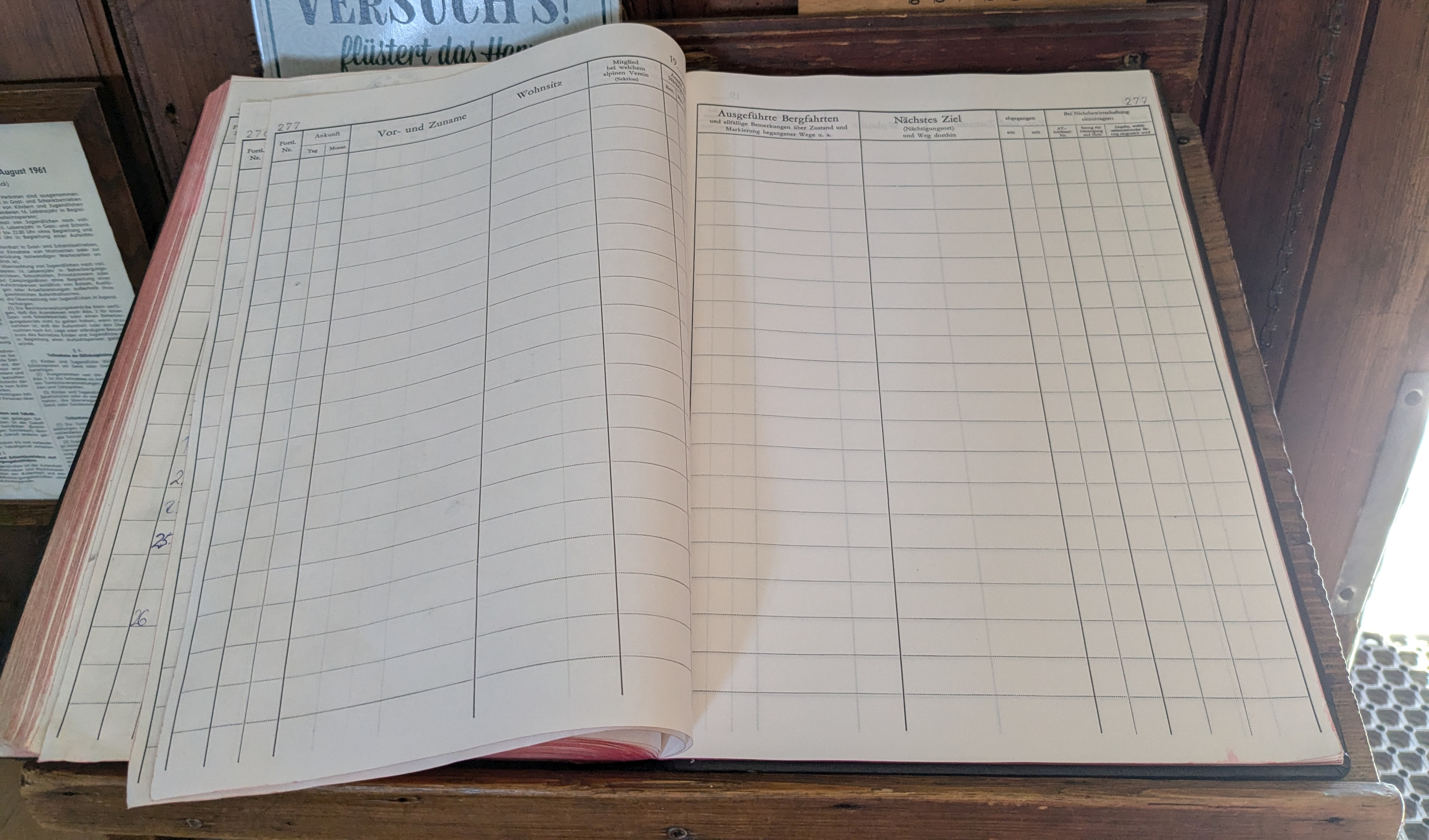
Typisches Hüttenbuch des Alpenvereins, Grünburger Hütte

Das Hüttenbuch dient auf Schutzhütten dem Wanderer und Bergsteiger als Gästebuch und ggf. als Meldung für die Übernachtung. 
Jeder Besucher einer Hütte mit Hüttenbuch ist eingeladen, seinen Namen, die begangene Route, Weg- und Wetterbedingungen etc. einzutragen. Oft finden sich darin auch heitere Verse oder Zeichnungen der Gäste.
Vor allem im alpinen Bereich dient das Hüttenbuch den Bergrettungsdiensten als Informationsquelle, wenn es gilt, vermisste Menschen zu retten beziehungsweise zu bergen. Auch deshalb ist ein präziser Eintrag im Hüttenbuch für Übernachtungsgäste in Alpenvereinshütten notwendig. Bei Hüttenbüchern des Deutschen Alpenvereins wird daher in einer eigenen Spalte das nächste Wander- oder Tourenziel sowie heutzutage eine Handynummer erfragt. Das Hüttenbuch hat hier für Notfälle in schwierigem Gelände oder bei problematischer Witterung eine wichtige Funktion. Insbesondere bei schweren Touren oder unerfahrenen Gruppen, die gegen den Rat des Hüttenwirts weitergehen, wird teilweise darüber hinaus eine persönliche Rückmeldung vom nächsten Wanderziel gefordert. Erfolgt eine solche Meldung nicht, wird ein Bergrettungseinsatz ausgelöst.
Touristen, die auf der Hütte übernachten, sind mancherorts verpflichtet, generell jedenfalls angehalten, sich und ihre Begleiter ins Hüttenbuch einzutragen (gilt bei mehrfacher Nächtigung für die Meldung bei der örtlichen Gemeinde).